# سنترال (هونغ كونغ)

إطلالة على منطقة سنترال وميناء هونغ كونغ من قمة فكتوريا، وتظهر في الخلفية - وراء الميناء - شبه جزيرة كولون.

سنترال أو المقاطعة المركزية (بالإنكليزية: Central، بالصينية: 中環، أي المركز) هي منطقة الأعمال المركزية في مدينة هونغ كونغ. تقع منطقة سنترال إدارياً ضمن حدود المقاطعة الوسطى والغربية على ساحل جزيرة هونغ كونغ الشمالي، حيث تمتدُّ من ميناء فكتوريا إلى منطقة تسيم شا تسوي شمالاً (الحافَّة الجنوبية لشبه جزيرة كولون). كانت سنترال فيما مضى قلب مدينة فكتوريا النَّابض، إلا أن اسم فكتوريا اندثر الآن وأصبح سنترال هو الأكثر شيوعاً.
كون سنترال منطقة الأعمال المركزية في هونغ كونغ، فإنَّ مقارَّ العديد من الشركات المالية العالمية الضخمة تقع فيها، كما تقع ضمنها العديد من قنصليات الدول الأجنبية، فضلاً عن مقر حكومة هونغ كونغ ذاتها. ساعد قرب سنترال من ميناء فكتوريا على أدائها دوراً محورياً في التجارة والمعاملات المالية بهونغ كونغ منذ أول أيام الاستعمار البريطاني عام 1841، ولا زالت مزدهرةً لكونها المركز الإداريَّ للمنطقة بعد تسليم هونغ كونغ إلى جمهورية الصين الشعبية عام 1997.

## الموقع
تقع منطقة سنترال إدارياً ضمن حدود المقاطعة الوسطى والغربية على ساحل جزيرة هونغ كونغ الشمالي، حيث تمتدُّ من ميناء فكتوريا إلى منطقة تسيم شا تسوي شمالاً (الحافَّة الجنوبية لشبه جزيرة كولون). تحدُّ سنترال من الغرب منطقة شوينغ وان، حيث يفصل بينهما شارع أبردين، وأما من الشرق فتحدُّها منطقة أدميراليتي، التي تُعدُّ بحدّ ذاتها امتداداً لسنترال، وتحتسب أحياناً كجزءٍ منها. تنتهي حدود سنترال الجنوبية عند منطقة مد ليفلز، على منتصف المسافة تقريباً من قمَّة فكتوريا، وذلك رغم أن الحدود بين سنترال ومد ليفلز غير واضحةٍ تماماً.
تُربَط منطقة سنترال إدارياً - لأسباب تتعلَّق بانتخابات مجالس المقاطعات - مع أدميراليتي في منطقة «تشونغ وان».